# Taurolema oberthuri
Taurolema oberthuri là một loài bọ cánh cứng trong họ Cerambycidae.